# Geschützturm

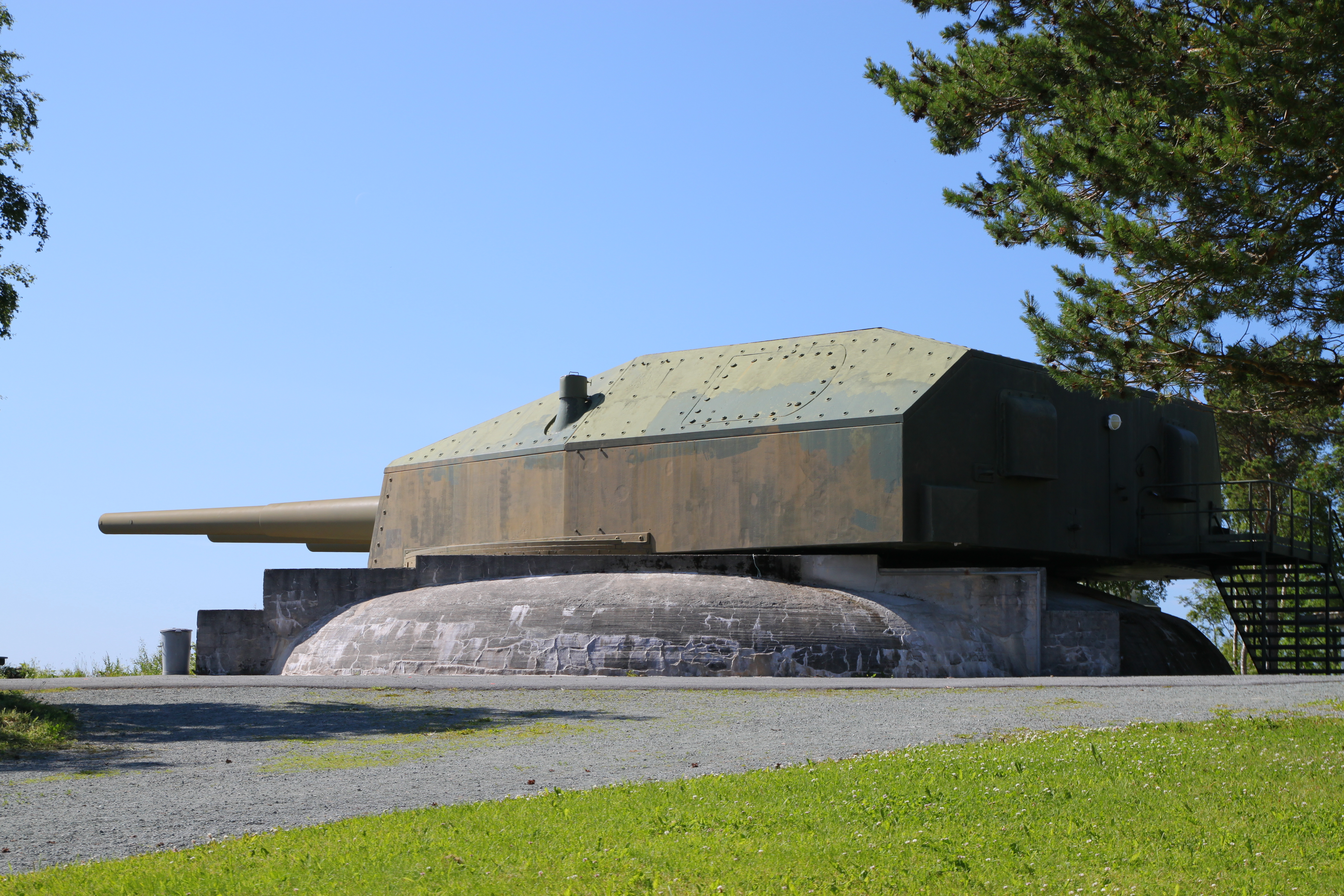
28 cm-Drillingsturm des deutschen Schlachtschiffes Gneisenau (Küstenbatterie Austrått Fort)

Als Geschützturm bezeichnet man eine Lafette mit einer oder mehreren Waffen, die mit Zubehör als ganzes System drehbar gelagert ist. Dies können mehr oder weniger stark gepanzerte, bauwerksverbundene oder auf einem Schiff, einem Flug- oder Fahrzeug (Panzer) o. Ä. installierte Systeme sein. Auch im Festungsbau werden Geschütztürme eingesetzt.

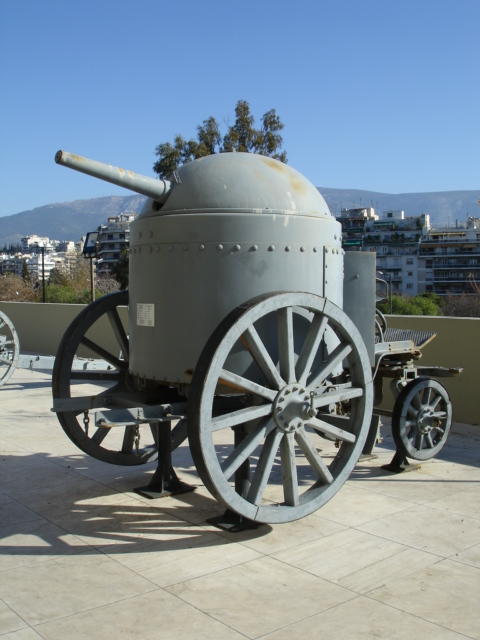
Mobiler Geschützturm von Gruson mit 5,7-cm-Kanone L/25 (1892)

## Basisinformation
Bei Geschütztürmen werden die Waffen zur Zielausrichtung drehbar auf der Lafette montiert. Der gesamte Geschützturm wird um die Vertikale drehbar gelagert. Bei Fahrzeugmontagen gilt als günstige Zielrichtung meist die Fahrtrichtung der jeweiligen Basisfahrzeuge.
Moderne Panzer haben einen um 360° drehbaren Geschützturm. Als Turmkorb bezeichnet man bei Panzern mit Geschützturm den damit fest verbundenen und mitdrehenden Teil, in welchem sich Ladeschütze, Richtschütze und Kommandant befinden können.
Die Waffen können alle möglichen Kaliber haben und dienen zur Verteidigung des jeweiligen Objekts oder als Angriffswaffe. So war zum Beispiel auf dem deutschen Panzer VI Tiger II (Königstiger) ein Geschützturm mit einer 8,8-cm-Kampfwagenkanone und einem 7,92-mm-MG montiert, während die Bomber des Zweiten Weltkriegs meist mit Maschinengewehrtürmen bestückt waren.

## Geschichte
Die ersten Drehtürme wurden im 19. Jahrhundert von John Ericsson und von Cowper Phipps Coles zur Aufstellung auf einem Schiffsdeck entworfen und später weiterentwickelt. In Deutschland arbeiteten Max Schumann und Hermann Gruson an der Weiterentwicklung. Während die Konstruktionen sich noch bis ins 20. Jahrhundert bei der Küstenverteidigung bewährten, mussten sie für den Einsatz der Landstreitkräfte überarbeitet werden, so beispielsweise 1878 durch Schumann mit seiner Panzerlafette. Weitere Nachfolgekonstruktionen führten dann zum Entwurf eines beweglichen Panzers (Schumann und Gruson), der ein zerlegbarer Panzerdrehturm für eine 12-cm-Haubitze war, sowie zur fahrbaren Panzerlafette (auch kurz Fahrpanzer genannt) für eine 5,3-cm-Kanone L/25. Diese Geschütze wurden dann in der Serethlinie in Rumänien eingesetzt. Aus dem 20. Jahrhundert sind zahlreiche Entwicklungen und Varianten von Geschütztürmen bekannt. Im 21. Jahrhundert werden sie weiterhin bei Schiffen und Landfahrzeugen eingesetzt; bei Flugzeugen ist der Einbau von Geschütztürmen durch andere Waffensysteme überflüssig geworden.

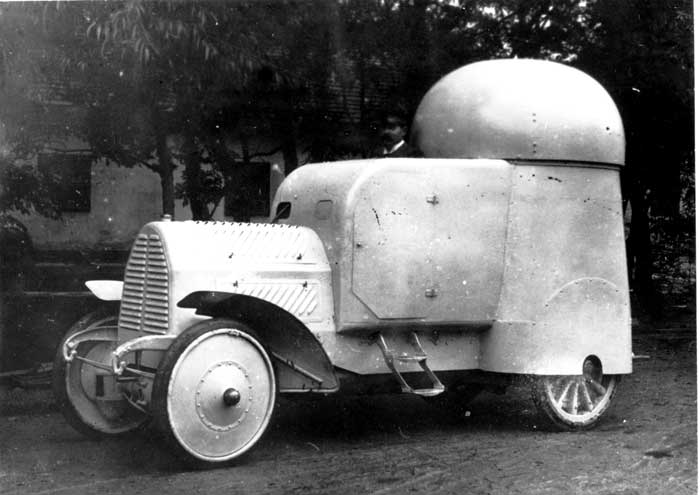
Austro-Daimler Panzerwagen

## Geschützturm bei Landfahrzeugen

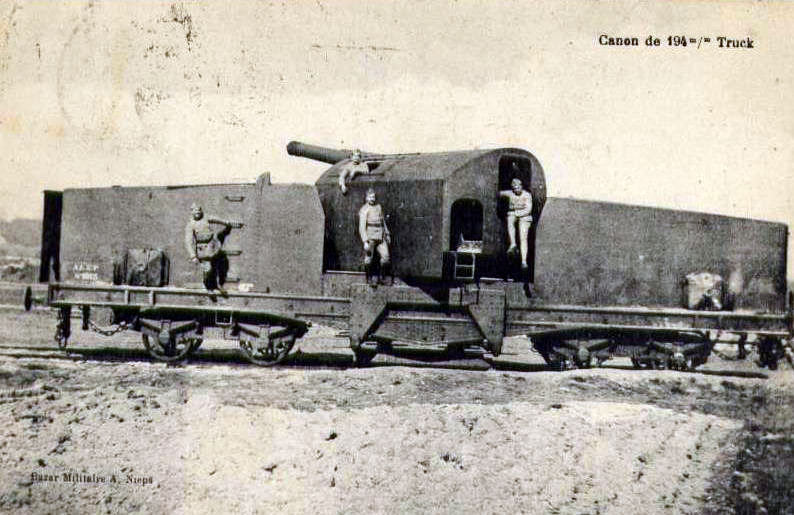
Eisenbahngeschütz Canon de 19 modèle 1870/93 TAZ

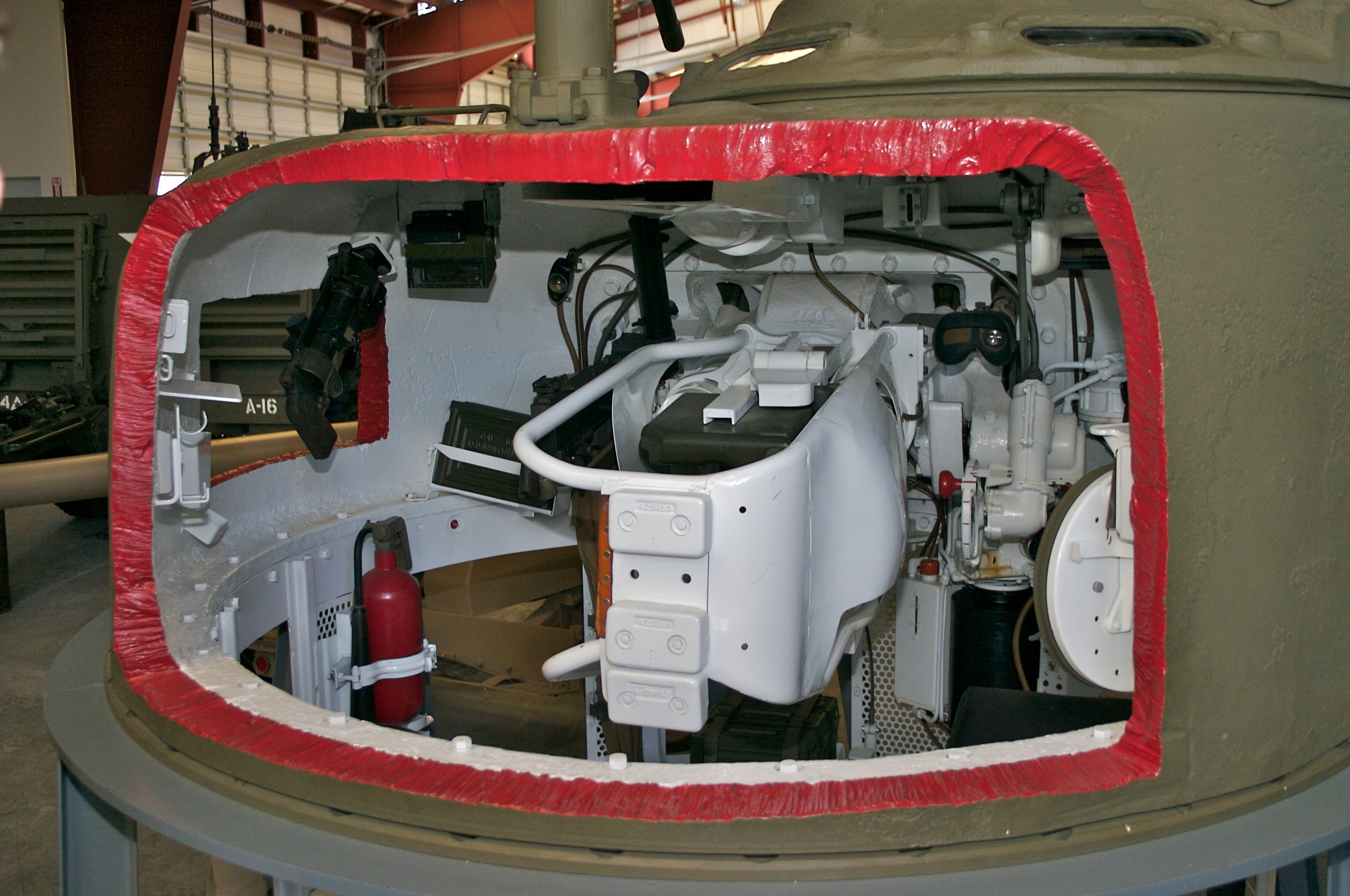
Einblick in einen Geschützturm beim M4 Sherman-Panzer.

Die Entwicklung von Geschütztürmen für Landfahrzeuge folgte den Erfindungen aus anderen waffentechnischen Anwendungsbereichen. Drehbare Geschütze auf Lafetten kannte man von Schiffen und Küstenbatterien. Den Geschützen verlieh man mit Fahrpanzern eingeschränkte Mobilität und Panzerschutz. Um die Mobilität zu verbessern, entwickelte der Ingenieur Franz Klotz entwickelte um 1900 bei Škoda in Pilsen einen „fahrbaren Geschützpanzerturm“, zu dem er am 26. Januar 1903 das österreichische Patent Nummer 10504 erhielt. Mit Entwicklungen zur Motorisierung beim Militär folgten bald weitere Erfindungen. 1906 stellt Paul Daimler seinen neu entwickelt Panzerwagen vor, der als „Austro-Daimler Panzerwagen“ bekannt wurde und über eine gepanzerte Kuppel mit Maschinengewehr verfügte. Diesen ersten Panzerwagen folgten weitere Modelle mit drehbaren gepanzerten Geschützkuppeln. Das Gewicht von Geschützen in Geschütztürmen begrenzte allerdings noch die Realisierungsmöglichkeiten bei Radfahrzeugen. Mit Kettenlaufwerk wurde 1911 das Burstyn-Motorgeschütz vorgestellt. Es war mit einer drehbaren 37-mm-Schnellfeuerkanone in einer gepanzerten Geschützkuppel ausgestattet.
Während des Ersten Weltkrieges wurde an Geschütztürmen für Landfahrzeuge weiter entwickelt. Zu verbreitetem Einsatz von gepanzerten Geschütztürmen mit schwererer Bewaffnung kam es bei Landfahrzeugen nicht. Am 30. November 1914 erhielt der Amerikaner David H. Bellamore das französische Patent Nr. 477099 für seine Erfindung „Bouclier pour le blindage de véhicules et pour d'autres usages militaires“. Dies waren modulare, turmartige Kleinstpanzerräume für jeweils einen stehenden Soldaten mit einer drehbaren gepanzerten Kuppel für leichte Feuerwaffen. Diese Kleinstpanzer konnten in Reihen auf beliebige Fahrzeuge montiert werden und auch anderweitig aufgestellt werden. Von Lukasz Grzesinski und  Stanley Jawors wurde in Amerika ein Geschützturm namens „Portable Fort“ mit 3 Geschützen zur Radfahrzeugmontage entwickelt, zu dem am 26. November 1919 das US-Patent Nr. 1285989 erteilt wurde. Eisenbahngeschütze aus der Zeit des Ersten Weltkrieges waren meist mäßig/teilweise gepanzert, da sie wegen ihrer Reichweite hinter den Linien eingesetzt werden konnten. Sie konnten auch mit Schießkurven ohne drehbare Lafette genutzt werden. Drehbare Varianten wie die Vögele-Drehbettung können nicht als Geschützturm bezeichnet werden.

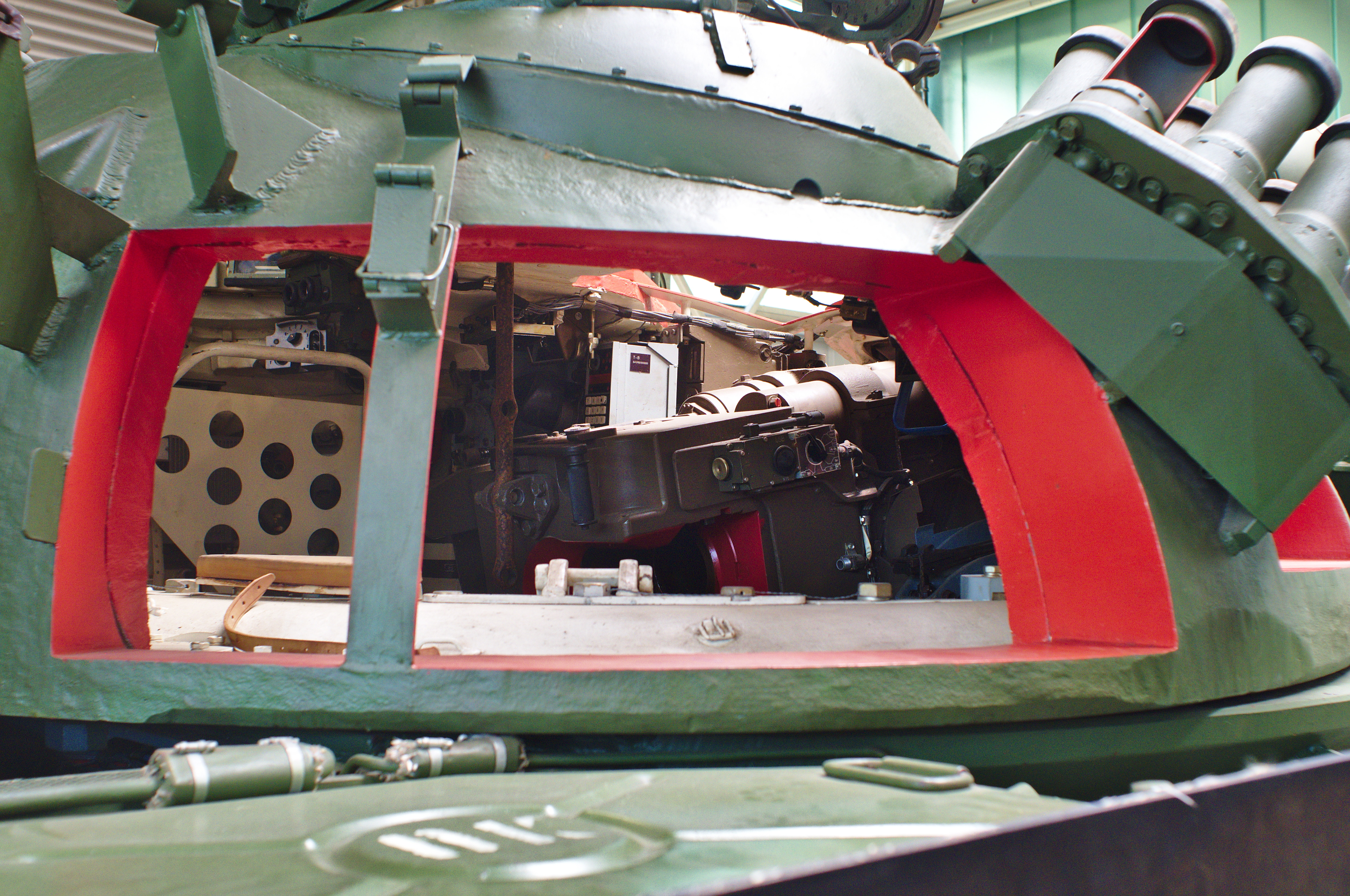
Einblick in einen Geschützturm T-72-Panzer.
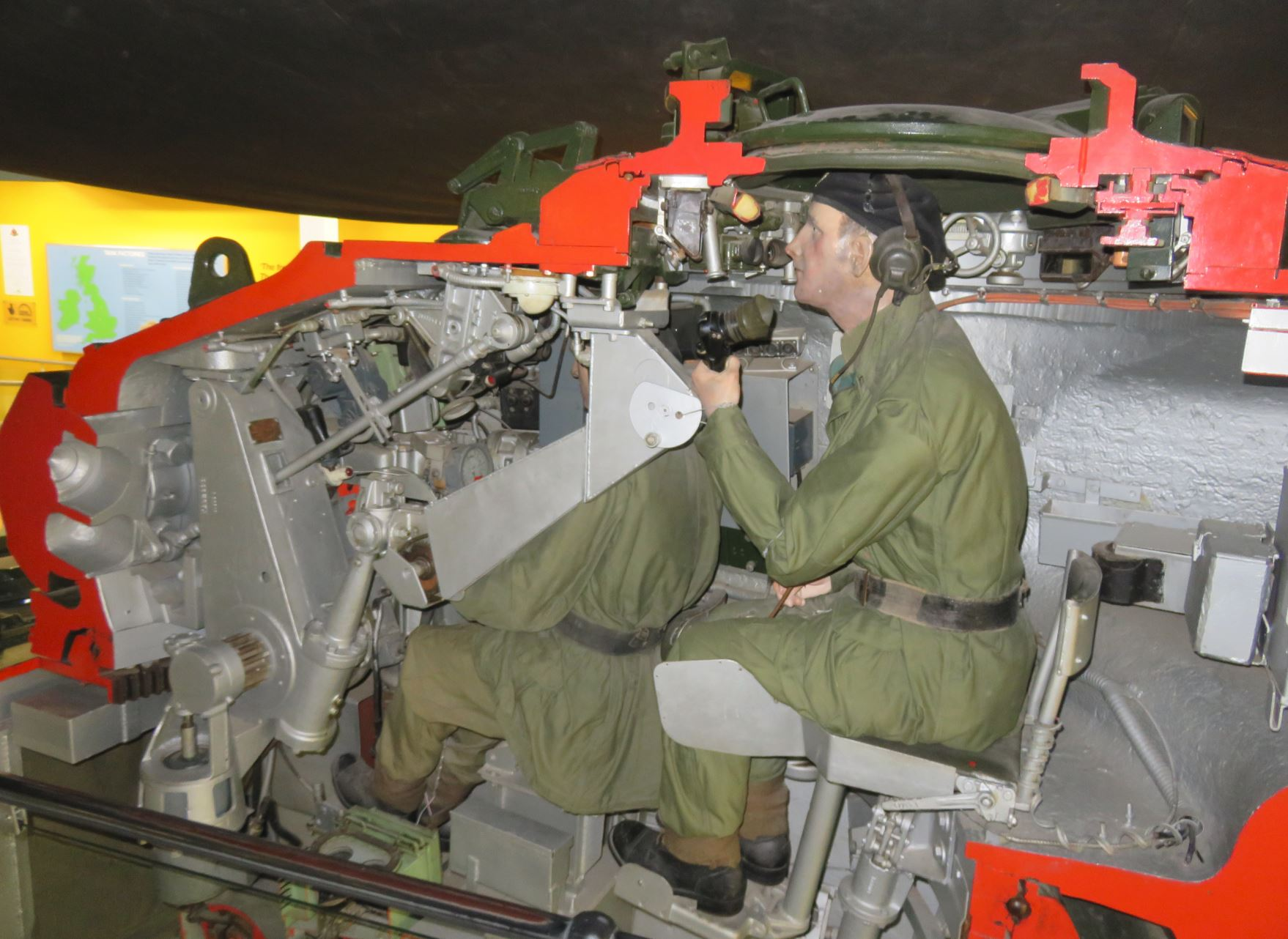
Geschützturm mit Kommandant und Ladeschütze Centurion-Panzer.
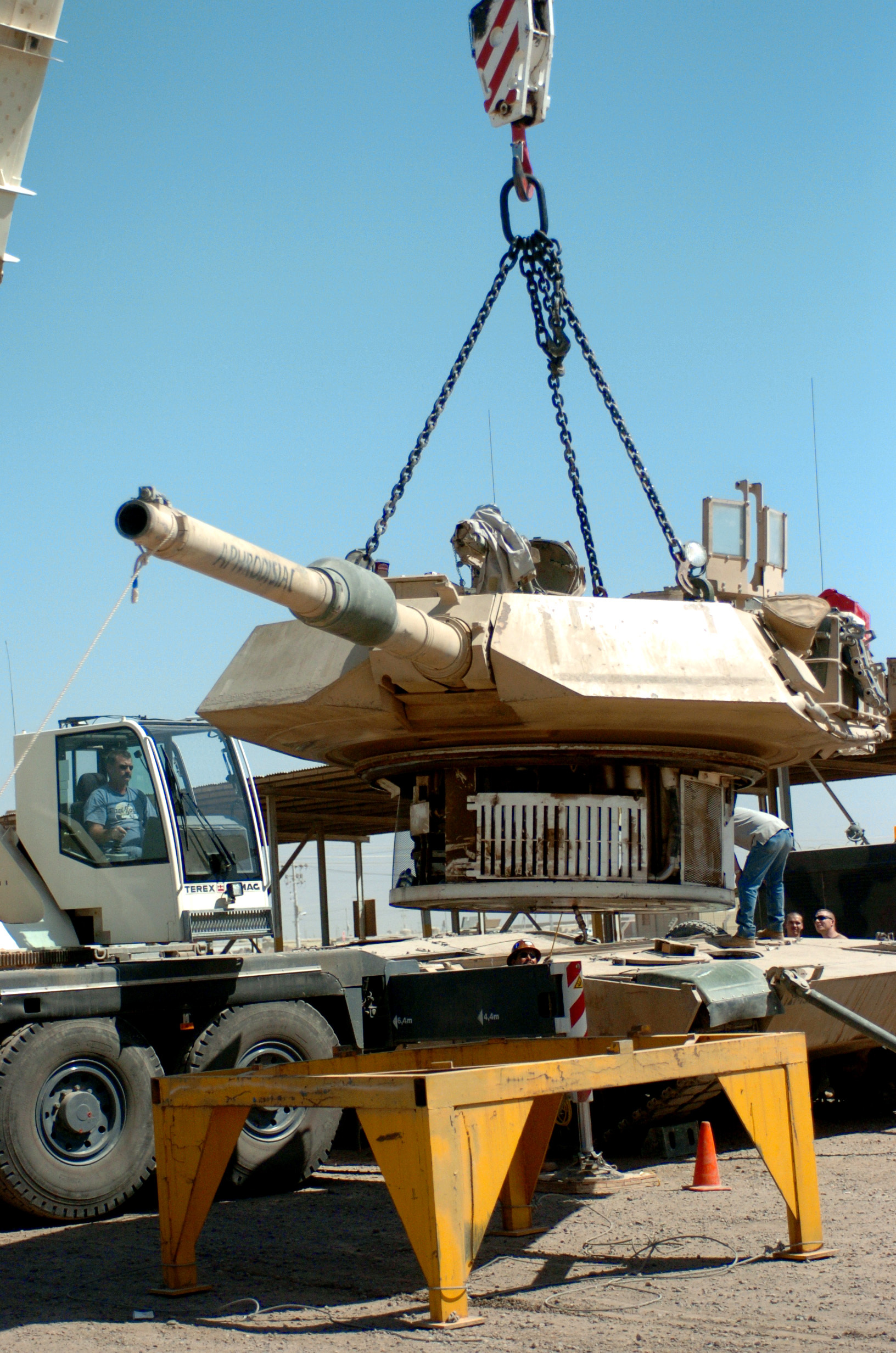
M1 Abrams-Panzer.
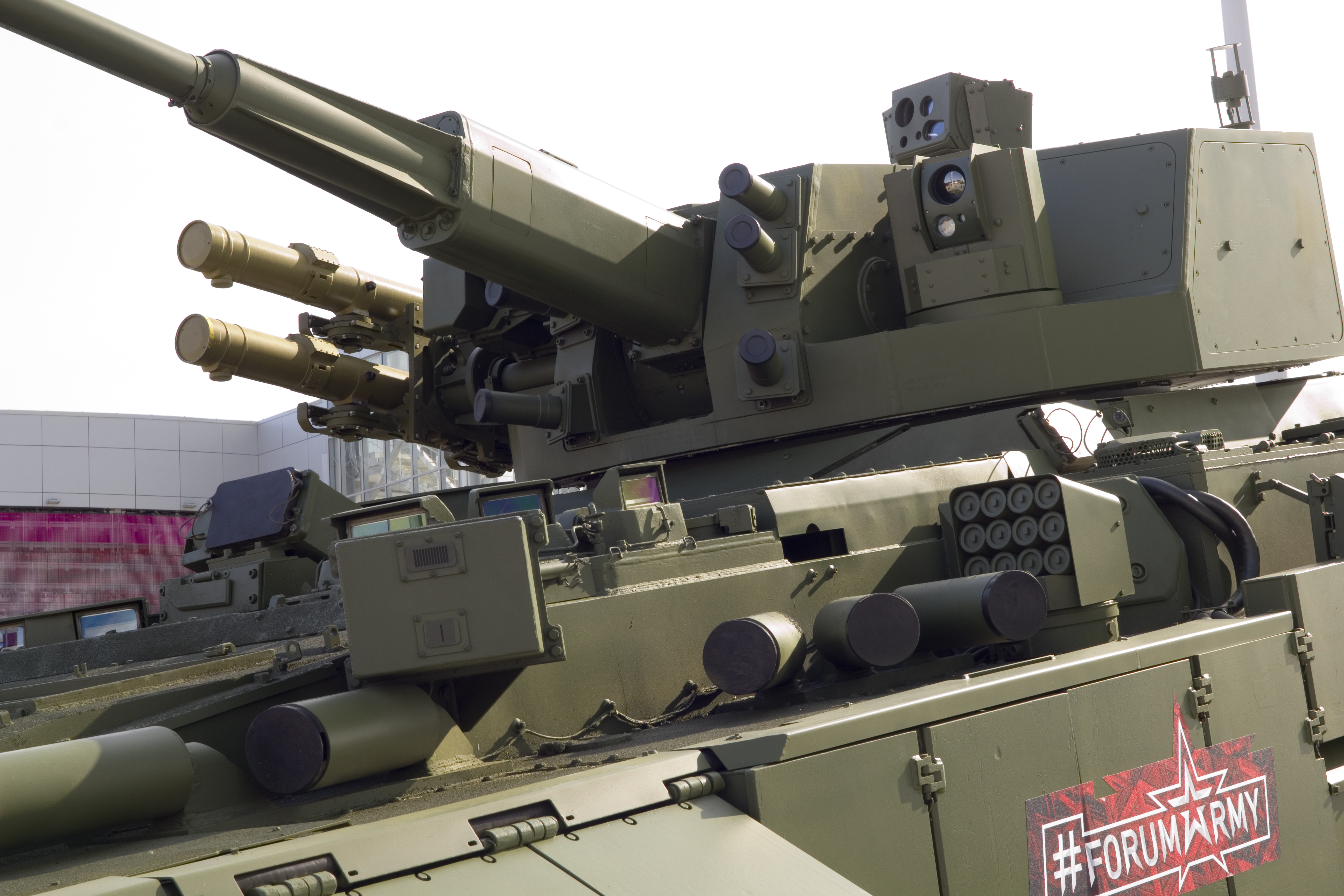
Moderner Geschützturm T-15-Panzer.

Zum Zweiten Weltkrieg wurde erheblicher Fortschritt bei den ab jener Zeit auch als „Panzerturm“ bekannten Geschütztürme gemacht. Während in den 1920er-Jahren noch für Panzerwagen einiges entwickelt wurde, bekamen in den 1930er-Jahren in allen Staaten und auch bei der Wehrmacht zur Verbesserung der Panzerwaffe den Geschütztürmen größere Aufmerksamkeit. Zur Verbesserung der Lademechaniken und der Panzerung sind zahlreiche Erfindungen bis 1945 bekannt. Ab den 1950er-Jahren wurden die Panzer des Kalten Krieges mit nochmaligen Verbesserungen bei den Geschütztürmen bekannt. Bis in das 21. Jahrhundert setzt sich diese Entwicklung fort, obwohl man zeitweise der Ansicht war, dass schwere Landsysteme mit Geschütztürmen überflüssig werden könnten. Der technische Fortschritt ermöglicht inzwischen den Betrieb ohne Ladeschützen im Geschützturm. Der Kommandant benutzt elektronische Sichtsysteme und sitzt tiefer.

## Geschützturm bei Luftfahrzeugen

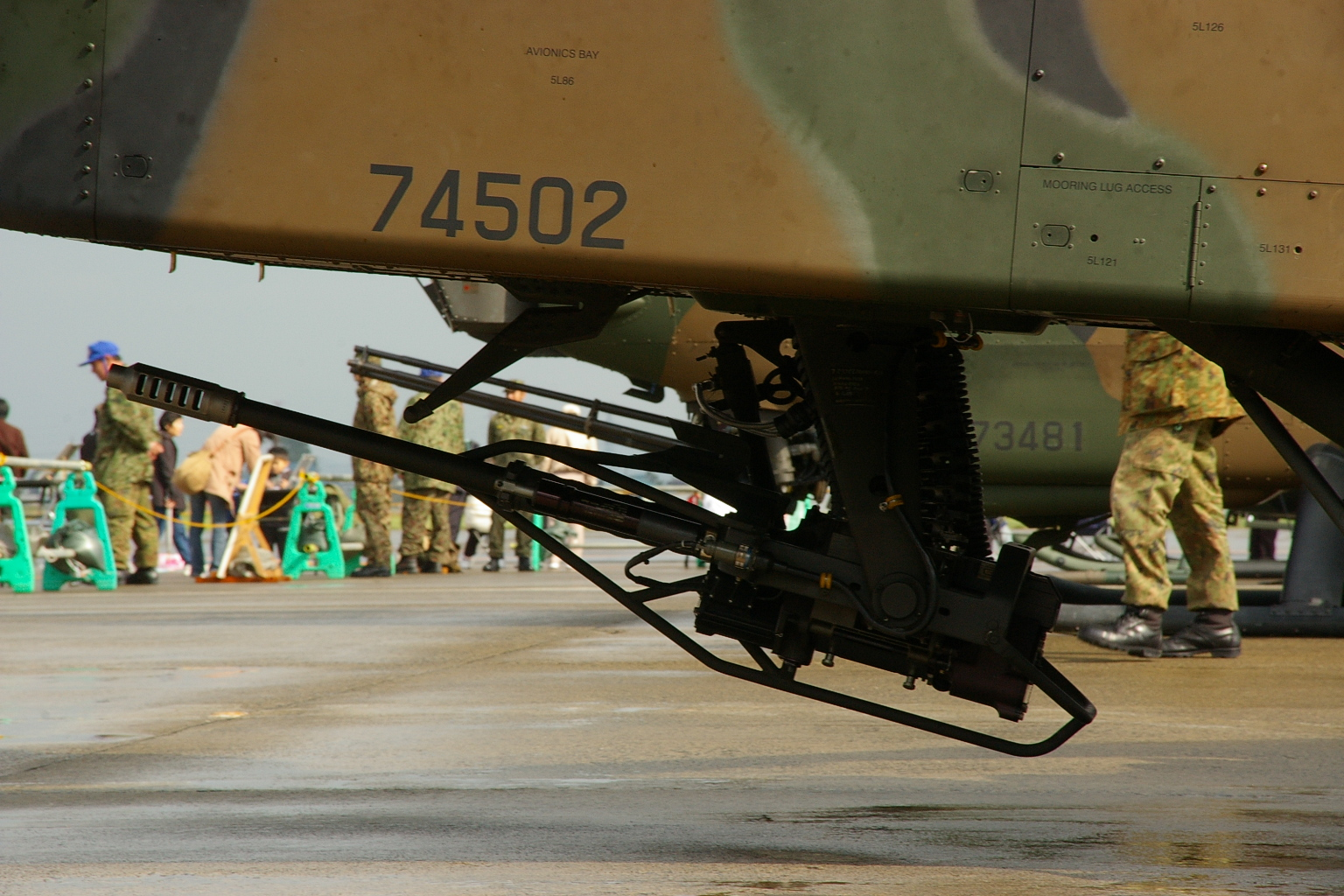
Kampfhubschrauber mit M230 Chain Gun

Die Verwendung von Geschütztürmen für Luftfahrzeuge war erst mit ausreichend stabilen und tragfähigen Flugzeugen möglich. Dazu wurden in der Zeit des Zweiten Weltkrieges einige Erfindungen gemacht und Geschütztürme unterschiedlicher Bauart in Flugzeuge eingebaut.
Nach dem 2. Weltkrieg wurden sogenannte Gunships bekannt deren Waffen allerdings meist fest eingebaut waren oder bei Helikoptern von Soldaten an Maschinengewehren bedient wurden. Am ehesten als Geschütztürme anzusprechen sind die fernbedienten Geschützgondeln, wie sie bei Kampfhubschraubern mit Maschinenkanonen unter dem Flugzeugzellen montiert werden.

## Geschützturm auf Schiffen

Funktionsprinzip eines Geschützturmes, einschließlich darunterliegendem Magazin

Querschnitt eines Geschützturms eines Schlachtschiffs der Iowa-Klasse

Bei Kriegsschiffen wandelte sich die Aufstellung der Hauptartillerie zunehmend von der klassischen Breitseientbatterie zu drehbaren Geschütztürmen, da diese den Vorteil boten, mit weniger Geschützen auszukommen zu können und bewegliche Ziele besser verfolgen zu können.
Erste Formen von Geschütztürmen auf Kriegsschiffen waren die 1861 von Cowper Henry Coles und 1862 von John Ericsson entwickelten Panzertürme. Es handelte sich um zylindrische Türme, die drehbar auf das Oberdeck von Turmschiffen und Monitoren aufgesetzt waren. Ihr weit oben im Schiff angeordnetes hohes Gewicht führte bei den so ausgerüsteten Schiffen teilweise zu Stabilitätsproblemen.
Gegen Ende des 19. Jh. entwickelte sich die moderne Form des Geschützturms (von amtlicher Stellen wurde die offizielle Bezeichnung Panzerdrehturm verwendet) aus drei gegeneinander beweglichen Teilen:
- der im Schiffskörper fest eingebauten Barbette, einem gepanzerten Zylinder, der über einem kreisrunden Durchbruch auf dem Panzerdeck aufstand,
- dem drehbaren Schwenkwerk, das die Rohrwiegen trug, in denen die Geschütze mit ihren Schildzapfen lagen; unterhalb davon befanden sich mehrere kreisförmige, sich mitdrehende Plattformen, die bis unter das Panzerdeck reichten und über die die Granaten und Treibladungen zu den Geschützen befördert wurden,
- der Panzerdrehhaube, einer gepanzerten Konstruktion, die meist die Gestalt eines flachen, sechseckigen Pyramidenstumpfes hatte und sich mit dem Schwenkwerk mitdrehte. Die am stärksten gepanzerte Vorderseite, der Turmschild, hatte schlitzförmige Öffnungen, die Rohrscharten, in denen sich die Geschützrohre beim Richten auf und ab bewegen konnten.

Der drehbare Teil des Geschützturms wurde über Rollen reibungsarm gelagert. Damit sie bei schwerem Seegang oder einer Explosion an Bord nicht aus der Rollenbahn sprangen, und beim Kentern nicht herausfielen, wurden sie mit schweren, gusseisernen Gegenhaltern gesichert. Am Beispiel der New Jersey werden diese Gegenhalter in einem Video des Kurators des Museumsschiffes gezeigt.
Im Vergleich zu den ersten Panzertürmen verlegte die gepanzerte Barbette einen größeren Gewichtsanteil nach unten ins Schiff, was die Stabilität verbesserte. Außerdem konnte in die Barbette eine effiziente, mitdrehende Munitionsversorgung der Geschütze installiert werden. Diese Form des Geschützturms war auf den großen, mit Artillerie bewaffneten Kriegsschiffen (Linienschiffe bzw. Schlachtschiffe, Kreuzer) bis Mitte des 20. Jahrhunderts üblich.

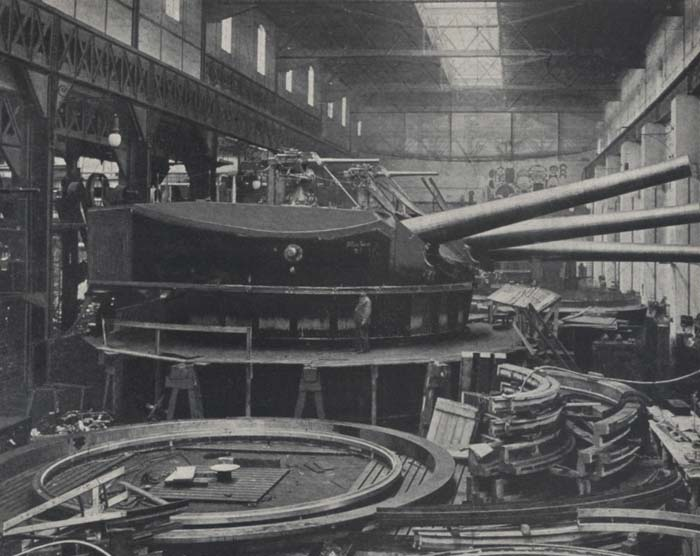
Geschützturm der Viribus Unitis bei der Fertigung in den Škoda-Werken

Linienschiffe und Panzerkreuzer um 1900 trugen ihre Hauptbewaffnung und teilweise auch die Mittelartillerie in Einzel- oder Doppeltürmen. 1909 bzw. 1910 legten Italien mit der Dante Alighieri und Österreich-Ungarn mit der Tegetthoff-Klasse die ersten Schiffe mit Drillingstürmen auf Kiel. Drillingstürme verbrauchen für dieselbe Anzahl Geschützrohre weniger Gewicht als Doppeltürme und benötigten weniger Raum, was die Konstruktion der Schiffe erleichterte. Allerdings hatten sie insbesondere wegen der schwierigen Munitionszuführung des mittleren Kanonenrohres eine geringere Feuergeschwindigkeit, und die Nähe der Geschützrohre zueinander führte durch die gegenseitige Beeinflussung zu einer größeren Streuung der Geschosse am Ziel.
Weitere Gewichts- und Raumeinsparungen, deren Notwendigkeit sich aus den Regelungen des Washingtoner und Londoner Flottenabkommen ergaben, wurden mit Vierlingstürmen erreicht (französische Dunkerque- und Richelieu-Klasse, britische King-George-V-Klasse). Während aber Doppel- oder Drillingstürme auf fast allen Schlachtschiffen und Kreuzern nach dem Ersten Weltkrieg verwendet wurden, beschränkte sich der Einsatz von Vierlingen auf die genannten drei Schiffsklassen.
Moderne Kriegsschiffe haben häufig Geschütze, die mit einem geschlossenen Gehäuse versehen sind und ebenfalls Geschützturm genannt werden. Diese sind jedoch ungepanzert, haben keine Barbette und der Decksdurchbruch enthält oft ein vertikal rotierendes Magazin, die Vorladung.